# Museum Stoomtrein der Twee Bruggen
Museum Stoomtrein der Twee Bruggen (MSTB) is een voormalige toeristische spoorweg tussen Vilvoorde en Buda. Met de
twee bruggen werd verwezen naar de Budabrug en de Verbrande Brug.
Er werd gereden op industrieel spoor van de Chemin de Fer Industriel. De vereniging kreeg een secretariaat en vergaderzaal ter beschikking in de Intercom-centrale (voorheen Interbrabant, later Electrabel, in 2009 verkocht aan E.ON). De trein vertrok in het park van de Intercom-centrale en reed tot de Budabrug met een halte in Vilvoorde ter hoogte van de Vlaanderenstraat. Begin jaren 90 zag men het einde van de activiteiten van de CFI naderen. MSTB anticipeerde hierop en beëindigde in 1991 reeds zijn activiteiten. Het materiaal werd verdeeld en de MSTB werd ontbonden in 1996. Een groot deel van het materieel kwam bij het Stoomcentrum Maldegem terecht.

## Materieel
| Nummer | Serie | Opmerking | Afbeelding |
| ------ | ----- | --- | ---------- |
| 1627   | 1600  | Stoomloc uit 1910, in 1978 gevonden bij de mijn Charbonnage du Bonnier in Grâce-Berleur. Gerestaureerd en in dienst in 1981. Later naar het Stoomcentrum Maldegem.                        |            |
| 947    |       | Stoomloc 'Yvonne' uit 1893. Voorheen Focquet, Vilvoorde Later naar het Stoomcentrum Maldegem.                                                                                             |            |
| 3432   |       | Stoomloc 'La Meuse' uit 1932 met bouwnummer 3398. Deed dienst bij Werister in Luik. |            |
| 3462   |       | Vuurloze stoomloc 'La Meuse' uit 1932 met bouwnummer 3462. Deed dienst bij Ased-Marly Luik.                                                                                               |            |
| 56415  |       | Locomotor type A4L 514R uit 1956. Deed dienst bij Kolenhandel Devis in Brussel. |            |
| 1209   |       | Locomotor uit 1948. |            |
| 1      | L     | Personenrijtuig 1e klasse met NMBS-nummer 31.110. In 1991 naar vzw Vennbahn te Raeren en later naar Train 1900.                                                                           |            |
| 2      | L     | Personenrijtuig 2e klasse met NMBS-nummer 32.127, aangekocht in 1983. In 1991 naar vzw Vennbahn te Raeren en later naar Train 1900.                                                       |            |
| 6      | M1    | Personenrijtuig 2e klasse met NMBS-nummer 42.005 in dienst als buffetrijtuig, aangekocht in 1983. Ging later naar het Stoomcentrum Maldegem en staat heden op de spoorwegsite van Raeren. |            |
| 4620   | MW46  | Motorwagen, in 1987 gekocht door een lid en ter beschikking gesteld aan de spoorlijn. Later naar het Stoomcentrum Maldegem.                                                               |            |